# Elisabeth Rasekoala
Elisabeth Rasekoala (Nigeria, 1960) es una ingeniera química, divulgadora científica, experta en desarrollo internacional sobre energía y activista africana. Es, además, la presidenta de African Gong (Red Panafricana para la Popularización de la Ciencia y la Tecnología en África).

## Trayectoria profesional
Durante dos décadas trabajó en el campo de la industria petroquímica en Europa, África y América. Fruto de esta experiencia, "tomó conciencia de la perspectiva masculina, blanca y eurocèntrica que impregnaba el mundo de la ciencia", y que la llevó a  implicarse en favor de la diversidad, la inclusión sociocultural y la igualdad de género en la educación STEM. Una implicación que ha llevado a cabo desde tres frentes: la investigación, el liderazgo de organizaciones como African Gong y la asesoría de organismos internacionales como la ONU, la Comisión Europea o la Unión Africana.
También ha trabajado para promover la inclusión de problemas de cambio climático en el discurso sobre comunicación científica.

## Reconocimientos
El 2019 ganó el premio Nat por su lucha a favor de la diversidad, la inclusión sociocultural y de género en la divulgación, el aprendizaje y la práctica de la ciencia en la África.